# Canale di Göta

Mappa che mostra il percorso del canale Göta (in blu scuro sulla sinistra) compreso il Göta älv e il canale Trollhätte.

Il canale di Göta (in svedese Göta kanal o Götaälv) è un canale artificiale di 190 km, situato nella Svezia meridionale. 
Collega la zona di Göteborg (e in particolare i laghi Vänern e Vättern) al mar Baltico (a Söderköping, a sud di Stoccolma) attraverso il Trollhätte kanal e il fiume Göta älv, attraverso i grandi laghi Vänern e Vättern. Questo corso d'acqua è stato soprannominato "Nastro azzurro" svedese (svedese: Sveriges Blå Band).  Contrariamente alla credenza popolare, non è corretto considerare questo corso d'acqua come una sorta di grande canale di Göta: il canale Trollhätte e il canale di Göta sono entità completamente separate..
Fu realizzato nei primi decenni del XIX secolo. 
Un sistema di 58 chiuse rende navigabile l'intero corso del canale.

## Canale Trollhätte
Il canale Trollhätte (in svedese Trollhätte kanal ) è un canale in Svezia, che è ora parte del canale di Göta. 
Collega il Göta älv con il lago Vänern.

## Storia

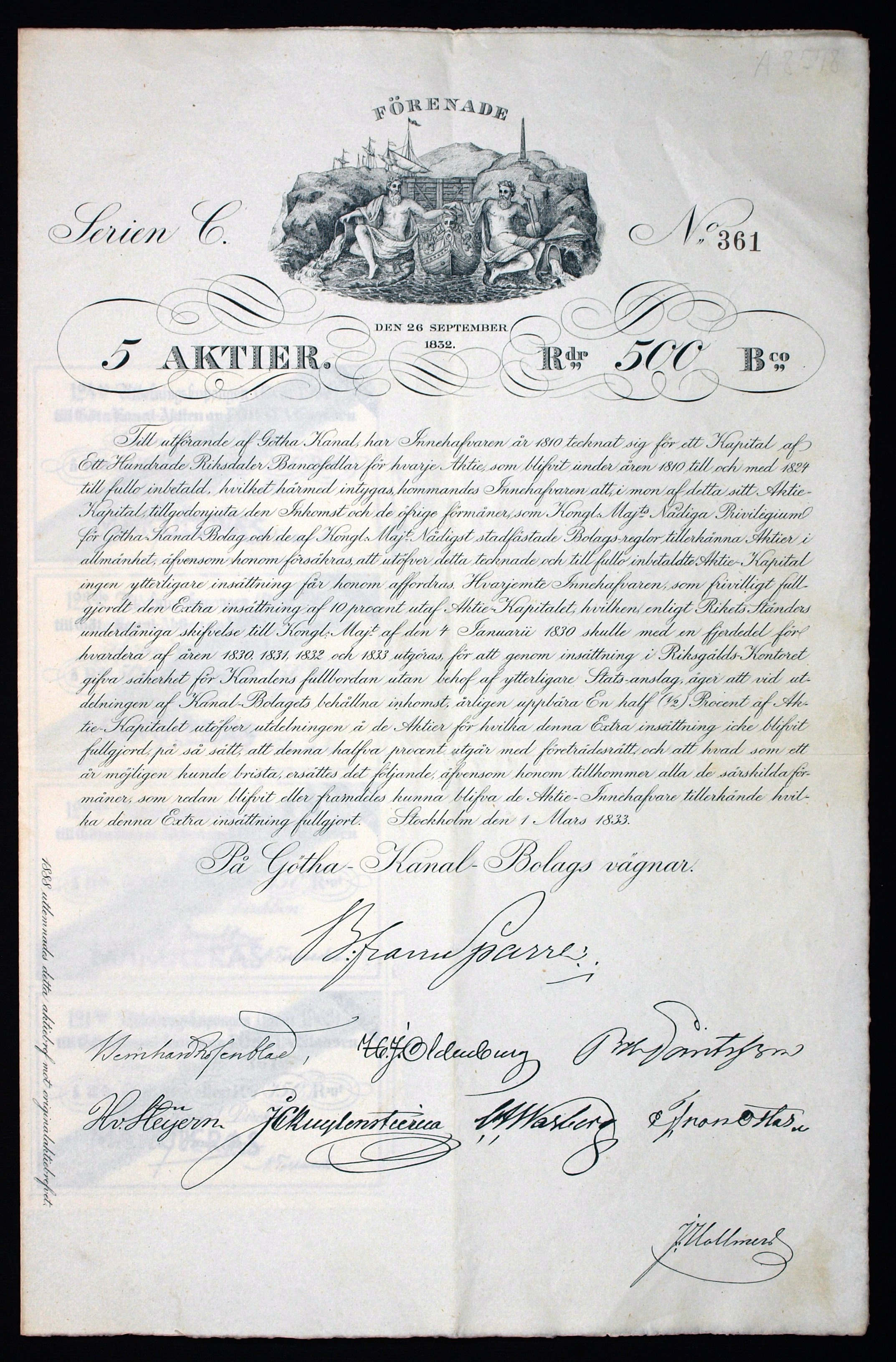
Azione del canale di Göta, emessa il 1 ° marzo 1833

L'idea di un canale attraverso la Svezia meridionale fu avanzata per la prima volta nel 1516 da Hans Brask, il vescovo di Linköping. Tuttavia, solo all'inizio del XIX secolo le proposte di Brask furono messe in atto da Baltzar von Platen, un ex ufficiale di origine tedesca della Marina svedese. Organizzò il progetto ed ottenne il necessario sostegno finanziario e politico. I suoi piani attirarono l'appoggio entusiastico del governo e del nuovo re, Carlo XIII, che considerava il canale un modo per dare il via alla modernizzazione della Svezia. Lo stesso Von Platen esaltava le virtù modernizzanti del canale nel 1806, sostenendo che l'estrazione mineraria, l'agricoltura e altre industrie avrebbero beneficiato di "una via di navigazione attraverso il paese".
Il progetto fu inaugurato l'11 aprile 1810 con uno stanziamento di 24 milioni di riksdalers svedesi. È stato di gran lunga il più grande progetto di ingegneria civile mai intrapreso in Svezia fino a quel momento, richiedendo 22 anni di impegno da parte di oltre 58.000 lavoratori. Gran parte delle competenze e delle attrezzature dovevano essere acquisite dall'estero, in particolare dalla Gran Bretagna, il cui sistema di canali era il più avanzato al mondo a quel tempo. L'ingegnere civile scozzese Thomas Telford, famoso per il suo progetto del Canale di Caledonia in Scozia, sviluppò i piani iniziali per il canale e si recò in Svezia nel 1810 per supervisionare alcuni dei primi lavori sul percorso. Molti altri ingegneri e artigiani britannici furono importati per assistere al progetto, insieme a quantità significative di attrezzature, anche oggetti apparentemente banali come picconi, vanghe e carriole.

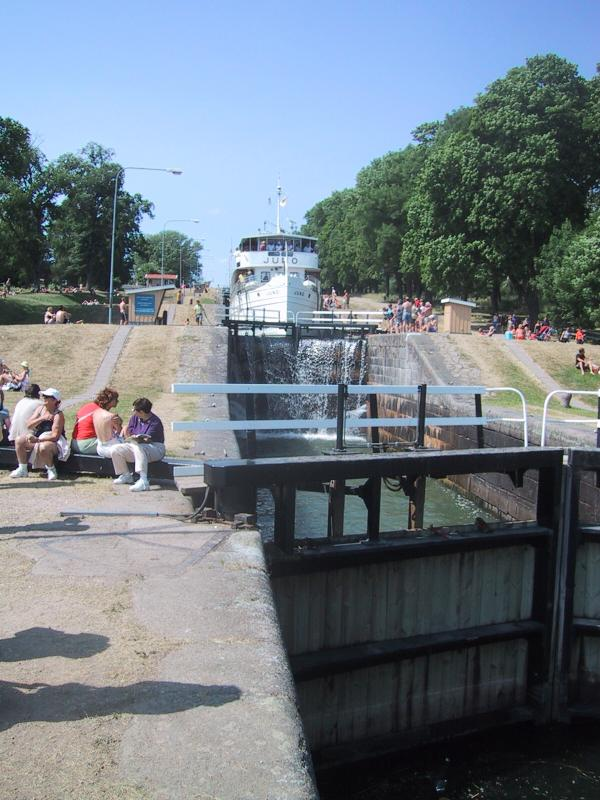
Chiuse a Berg, vicino a Linköping, nave da crociera sul canale M/S Juno che scende al lago Roxen

Il canale di Göta fu ufficialmente aperto il 26 settembre 1832. Von Platen stesso non visse abbastanza da vedere il completamento del canale, essendo morto poco prima della sua apertura. Tuttavia, non è mai stato un successo economico. L'arrivo delle ferrovie nel 1855 lo rese rapidamente superfluo, poiché i treni potevano trasportare passeggeri e merci molto più rapidamente e non dovevano chiudere con l'arrivo dell'inverno, il che rendeva il canale impraticabile per cinque mesi all'anno. Entro il 1870, il traffico merci del canale si era ridotto a soli tre tipi principali di merci sfuse: prodotti forestali, carbone e minerale, nessuno dei quali richiedeva un trasporto rapido. Successivamente i volumi di traffico sono rimasti stagnanti e non si sono più ripresi.
Le giustificazioni originali del vescovo Hans Brask per la costruzione del canale erano gli onerosi pedaggi imposti dalla Danimarca - Norvegia a tutte le navi che passavano attraverso lo stretto canale di Øresund tra Svezia e Danimarca e i problemi con la Lega Anseatica. Il canale ha consentito alle navi in viaggio da o verso il Mar Baltico di aggirare l'Øresund e quindi eludere il pedaggio danese. Nel 1851, il magnate André Oscar Wallenberg fondò la Compagnia per il traffico di transito di battelli a vapore sul canale svedese per trasportare merci dall'Inghilterra alla Russia attraverso il canale. Tuttavia, ha effettuato solo due viaggi tra San Pietroburgo e Hull via Motala prima che la guerra di Crimea fermasse il commercio anglo-russo. Dopo la fine della guerra, le grandi potenze fecero pressioni sulla Danimarca per porre fine alla tradizione quattrocentenaria dei pedaggi del Sound, eliminando così in un colpo solo l'utilità del canale come alternativa all'Øresund.
La costruzione del canale ha un'importante eredità industriale nella Motala Verkstad, una fabbrica stabilita a Motala per produrre le macchine come gru e draghe a vapore necessarie per costruire il canale. Questa struttura è stata talvolta definita la "culla dell'industria meccanica svedese". Dopo l'apertura del canale, Motala Verkstad si è concentrata sulla produzione di attrezzature, locomotive e materiale rotabile per le ferrovie di nuova costruzione, iniziando una tradizione di ingegneria ferroviaria che continua fino ad oggi sotto forma di AB Svenska Järnvägsverkstädernas Aeroplanavdelning (ASJA) che in seguito è stata acquistata dal produttore di aeroplani SAAB di Linköping.

## Descrizione
Ai giorni nostri, il canale è utilizzato principalmente come attrazione turistica e ricreativa. Circa due milioni di persone visitano il canale ogni anno in crociere da diporto - sulle proprie barche o su una delle tante navi da crociera - e attività correlate. Il canale a volte è ironicamente chiamato "fosso del divorzio" (svedese: skilsmässodiket) a causa dei guai che le coppie inesperte devono sopportare mentre cercano di navigare da sole nello stretto canale e nelle numerose chiuse.

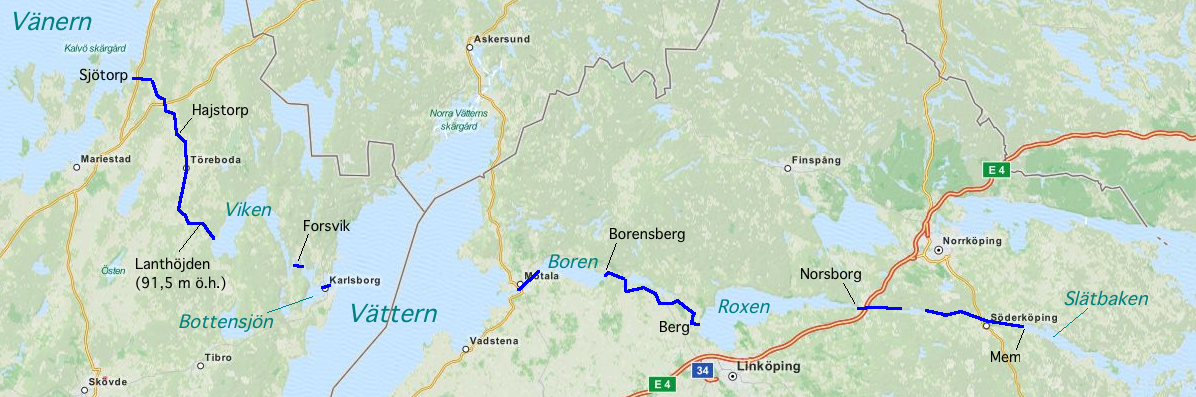
Il percorso del Canale di Göta (in blu)

### Chiuse

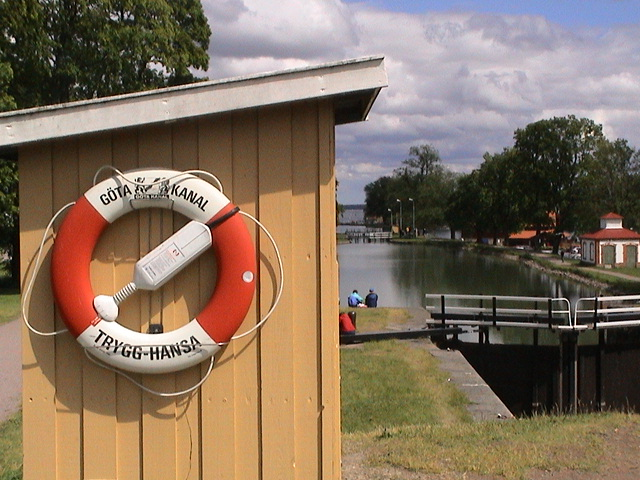
La chiusa del Göta Kanal a Berg

Il canale ha 58 chiuse e può ospitare navi fino a 30 m di lunghezza, 7 m di larghezza e 2,8 m di pescaggio. Dalla costa orientale della Svezia al lago Vänern le chiuse sono le seguenti (con metri di dislivello per chiusa):
- Mem, 3
- Tegelbruket, 2,3
- Söderköping, 2,4
- Duvkullen nedre, 2,3
- Duvkullen övre, 2,4
- Mariehov nedre, 2,1
- Mariehov övre, 2,6
- Carlsborg nedre, 5,1
- Carlsborg övre, 4,7
- Klämman, aperta
- Hulta, 3,2
- Bråttom, 2,3
- Norsholm, 0,8
- Carl Johans slussar (sette chiuse), 18,8
- Oskars slussar, 4,8
- Karl Ludvig Eugéns slussar, 5,5
- Brunnby, 5,3
- Heda, 5,2
- Borensberg, 0,2
- Borenshult, 15,3
- Motala, 0,1

Lago Vättern (88 m sul livello del mare)
- Forsvik, 3,5

Lago Viken (92 m sul livello del mare – il punto più alto del canale)
- Tåtorp, 0,2
- Hajstorp övre, 5,0
- Hajstorp nedre, 5,1
- Riksberg, 7,5
- Godhögen, 5,1
- Norrkvarn övre, 2,9
- Norrkvarn nedre, 2,9
- Sjötorp 7-8, 4,6
- Sjötorp 6, 2,4
- Sjötorp 4-5, 4,8
- Sjötorp 2-3, 4,8
- Sjötorp 1, 2,9

Dopo il lago Vänern (44 m sul livello del mare) Trollhätte kanal fino a Göteborg e la costa occidentale della Svezia.

### Dimensioni massime delle navi
Misure massime di navi o imbarcazioni:
- Lunghezza: 30 m
- Larghezza: 7 m
- Pescaggio: 2.8 m
- Pescaggio aereo: 22 m
- Velocità massima: 5 nodi